# Meunieria dalechampiae
Meunieria dalechampiae är en tvåvingeart som först beskrevs av Ewald Rübsaamen 1905.  Meunieria dalechampiae ingår i släktet Meunieria och familjen gallmyggor. Inga underarter finns listade i Catalogue of Life.